# Dasbiyo
Dasbiyo (tiếng Somalia: Daasbiyo, tiếng Ả Rập: داسبييو, đã Latinh hoá: Dasbyyw) là một thị trấn ở miền nam Djibouti. Nơi này được phục vụ bởi một nhà ga trên tuyến đường sắt Ethiopia-Djibouti cũ. Khu vực xung quanh chủ yếu phát triển nông nghiệp chăn nuôi.

## Lịch sử
Thị trấn này đã đóng một vai trò quan trọng trong giao thương giữa thành phố cảng Zeila và vùng nội địa. Các nấm mồ và dấu tích khác đã được tìm thấy trong và xung quanh Dasbiyo, nơi từng có một cái giếng trên thung lũng vắt ngang qua nó. Đây cũng là một ngã tư tôn giáo giữa thế kỷ 10 và 12. Hồi giáo chỉ du nhập vào cuối thế kỷ 13, trong khi Zeila đã theo đạo Hồi từ thế kỷ thứ 6 trở đi.

## Địa lý
Các thị trấn và làng mạc lân cận bao gồm Ali Sabieh (15 km), Holhol (18 km), Goubetto (35 km), Guelile (25 km) và Ali Adde (22 km). Độ cao trung bình của Dasbiyo là 581 m.

Dasbiyo có khí hậu sa mạc nóng (phân loại khí hậu Köppen Dwb). Thị trấn có mùa đông rất ấm áp và mùa hè oi ả. Đôi khi Dasbiyo có những trận mưa lớn, lượng mưa trong cả năm sẽ tóm gọn trong một vài ngày.
| Dữ liệu khí hậu của Dasbiyo                            | Dữ liệu khí hậu của Dasbiyo | Dữ liệu khí hậu của Dasbiyo | Dữ liệu khí hậu của Dasbiyo | Dữ liệu khí hậu của Dasbiyo | Dữ liệu khí hậu của Dasbiyo | Dữ liệu khí hậu của Dasbiyo | Dữ liệu khí hậu của Dasbiyo | Dữ liệu khí hậu của Dasbiyo | Dữ liệu khí hậu của Dasbiyo | Dữ liệu khí hậu của Dasbiyo | Dữ liệu khí hậu của Dasbiyo | Dữ liệu khí hậu của Dasbiyo | Dữ liệu khí hậu của Dasbiyo |
| Tháng                                                  | 1                           | 2                           | 3                           | 4                           | 5                           | 6                           | 7                           | 8                           | 9                           | 10                          | 11                          | 12                          | Năm                         |
| ------------------------------------------------------ | --------------------------- | --------------------------- | --------------------------- | --------------------------- | --------------------------- | --------------------------- | --------------------------- | --------------------------- | --------------------------- | --------------------------- | --------------------------- | --------------------------- | --------------------------- |
| Trung bình ngày tối đa °C (°F)                         | 26.3 (79.3)                 | 27.0 (80.6)                 | 28.4 (83.1)                 | 30.9 (87.6)                 | 34.0 (93.2)                 | 37.2 (99.0)                 | 37.5 (99.5)                 | 36.8 (98.2)                 | 32.8 (91.0)                 | 31.3 (88.3)                 | 27.6 (81.7)                 | 26.4 (79.5)                 | 31.4 (88.4)                 |
| Trung bình ngày °C (°F)                                | 22 (72)                     | 23 (73)                     | 25 (77)                     | 27 (81)                     | 29 (84)                     | 31 (88)                     | 33 (91)                     | 32 (90)                     | 29 (84)                     | 27 (81)                     | 25 (77)                     | 23 (73)                     | 27 (81)                     |
| Tối thiểu trung bình ngày °C (°F)                      | 16 (61)                     | 17 (63)                     | 18 (64)                     | 20 (68)                     | 22 (72)                     | 24 (75)                     | 26 (79)                     | 26 (79)                     | 24 (75)                     | 21 (70)                     | 18 (64)                     | 16 (61)                     | 21 (69)                     |
| Lượng mưa trung bình mm (inches)                       | 10 (0.4)                    | 16 (0.6)                    | 20 (0.8)                    | 29 (1.1)                    | 3 (0.1)                     | 3 (0.1)                     | 18 (0.7)                    | 39 (1.5)                    | 23 (0.9)                    | 9 (0.4)                     | 27 (1.1)                    | 7 (0.3)                     | 204 (8)                     |
| Nguồn: Climate-Data.org, độ cao 581 mét hay 1.906 foot |                             |                             |                             |                             |                             |                             |                             |                             |                             |                             |                             |                             |                             |

## Nhân khẩu
Dân số của Dasbiyo được ước tính là 1.750 người. Cư dân thị trấn thuộc nhiều nhóm dân tộc nói ngôn ngữ Phi-Á, với bộ tộc Somali Issa chiếm đa số.